# Dolné Saliby
Dolné Saliby (in ungherese Alsószeli) è un comune della Slovacchia facente parte del distretto di Galanta, nella regione di Trnava.